# Тасман (півострів)

Розташування півострова

Півострів Тасман (англ. Tasman Peninsula палава-кані Turrakana) — півострів, розташований за 75 км на схід від міста Гобарт, на південно-східному куту острову Тасманія. Півострів Тасман на півночі вузьким перешийком Іглхок-Нек з'єднується з півостровом Форестьєр, а той у свою чергу перешийком Іст-Бей-Нек з головною частиною Тасманії.
На острові розташований природний парк та історичне місто Порт-Артур.
| Австралія | Це незавершена стаття з географії Австралії. Ви можете допомогти проєкту, виправивши або дописавши її. |